# Rudno
Rudno je naselje v Občini Železniki.